# Därligen
Därligen là một đô thị ở huyện Interlaken ở bang Bern ở Thụy Sĩ. Đô thị này có diện tích 6,9 km², dân số năm 2005 là 385 người.
Därligen nằm ở Bernese Oberland phía nam bờ hồ Thun.